# Cyardium obscurum
Cyardium obscurum es una especie de escarabajo longicornio del género Cyardium, tribu, Pteropliini, subfamilia, Lamiinae. Fue descrita por Aurivillius en 1925.

## Descripción
Mide 19-20 mm de longitud.

## Distribución
Se distribuye por Asia: Indonesia y Malasia.